# Варшава (лінійний корабель)
«Варша́ва» — 120-гарматний вітрильний лінійний корабель Чорноморського флоту Російської імперії, перший 120-гарматний лінійний корабель на Чорному морі.

## Опис

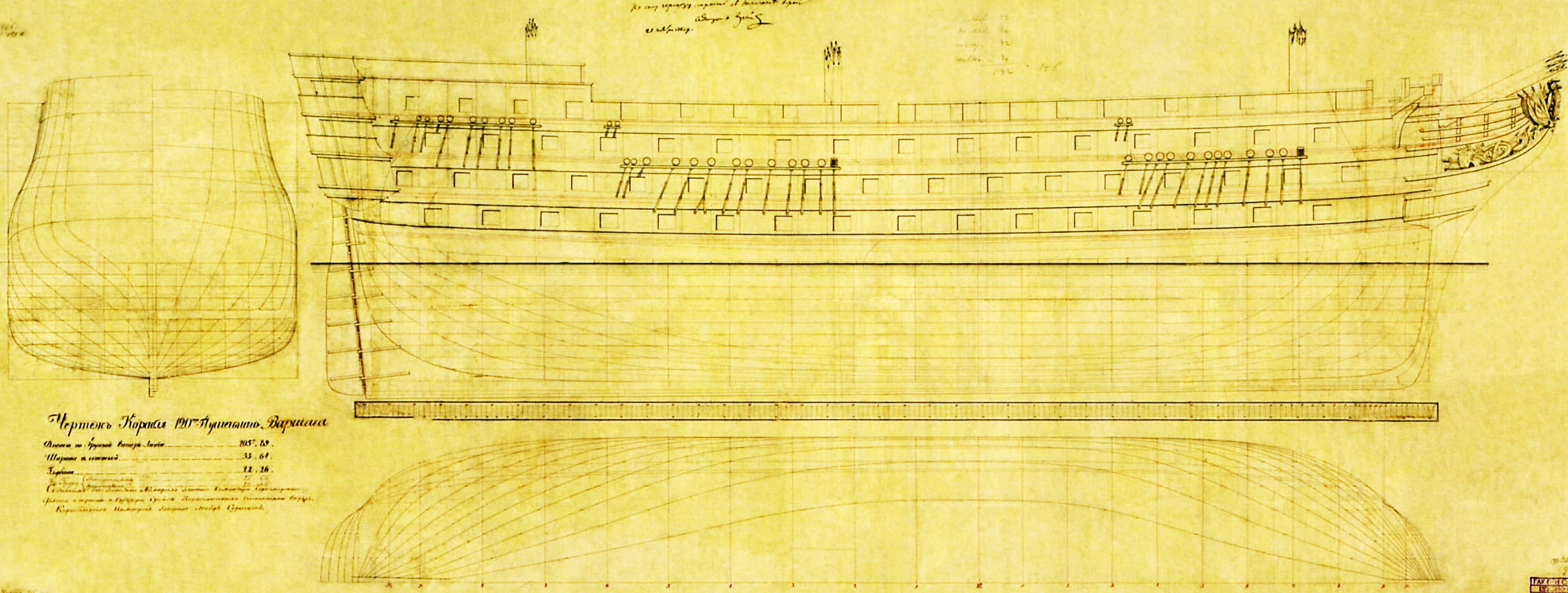
Теоретичне креслення лінійного корабля «Варшава»

Вітрильний 120-гарматний двопалубний лінійний корабель, перший 120-гарматний корабель на Чорному морі. Спроєктований за параболічним методом адмірала О. С. Грейга, як прототип використано англійський 120-гарматний корабель «Нептун». Водотоннажність корабля становила близько 4000 тонн, довжина — 62,96 метра, ширина — 15,54 метра, глибина інтрюма — 4,57 метра, осадка — 7 метрів. Швидкість корабля сягала 8 вузлів.
Озброєння корабля за відомостями з різних джерел становило 121 гармату. Батарея «Варшави» складала шістнадцять 36-фунтових довгоствольних, десять 36-фунтових короткоствольних гармат і чотири 1-пудових єдинороги на нижній палубі, на середній — тридцять чотири 24-фунтові короткоствольні гармати. На верхній палубі розміщувалися тридцять дві 18-фунтові гармати, згодом замінені на тридцять дві 24-фунтові гуннади. Ще десять 12-фунтових гармат, шість 36-фунтових, одна 24-фунтова, шість 18-фунтових і дві 8-фунтових карронад знаходилися на баці і чвертьпалубі.
Корабель названо на згадку про придушення російськими військами під командуванням І. Ф. Паскевича польського національно-визвольного руху 1830—1831 років і захоплення ними Варшави 8 вересня 1831 року.

## Історія
Закладений у Миколаєві на стапелі Миколаївського адміралтейства 30 березня 1832 року. Головний будівник — полковник корпусу корабельних інженерів І. Я. Осмінін, у будівництві корабля брали участь прапорщик корпусу корабельних інженерів Г. В. Афанасьєв і поручик С. І. Чернявський. Після спуску на воду 6 листопада 1833 року наступного року перейшов до Севастополя й увійшов до складу Чорноморського флоту Російської імперії.
Під час військової кампанії Російської імперії 1834 року виходив у плавання для проходження випробувань на воді під керівництвом віцеадмірала М. П. Лазарєва, що залишив про схвальний відгук:
|  | Розміри його прекрасні, але треба сказати, що надводна частина, внутрішнє розташування, рангоут і вітрила — мої. Не поступиться жодному англійському, керма в усьому слухає чудово. «Варшава» ходить краще за всі кораблі й виглядає з усіх боків кораблем царським, яких на Балтиці ніколи не бачили, та й в Англії теж. Оригінальний текст (рос.) Размерения его прекрасны, но надобно сказать, что надводная часть, внутреннее расположение, рангоут и паруса мои. Не уступит никакому английскому, руля во всех отношениях слушает превосходно. «Варшава» ходит лучше всех кораблей и смотрится во всех отношениях кораблем царским, каких на Балтике никогда не видывали, да и в Англии тоже. |

Під час військових кампаній 1837—1843 років у складі ескадр кораблів Чорноморського флоту брав участь у практичних плаваннях у Чорному морі. У 1843 році, крім практичних плавань, з червня по серпень також перебував у складі 4-ї дивізії контрадмірала Ф. О. Юр'єва, яка здійснювала перевезення 13-ї піхотної дивізії з Севастополя до Одеси, а потім назад до Севастополя.
Взимку 1843—1844 років перебував у Севастополі, де зазнав капітального ремонту і був тимберований. Під час кампаній з 1844—1846 і 1848 років знову перебував у складі практичних ескадр у Чорному морі.
Після закінчення служби 1850 року розібраний в сухому доці Севастополя «через гнилість».

## Командири
- Є. І. Колтовський (1837—1839);
- Ф. Ф. Матюшкін (1840—1849).